# Mesvrin
Pour les articles homonymes, voir Mesvrin (homonymie).
Le Mesvrin est une rivière française qui coule dans le département de Saône-et-Loire en région Bourgogne-Franche-Comté, dans l'ancienne région Bourgogne. C'est un affluent de la rive gauche de l'Arroux, donc un sous-affluent de la Loire.

## Géographie
D'une longueur de 36,4 km et né en Saône-et-Loire près du Creusot, il est issu de la jonction de la Vesvre (ou ruisseau de Brandon) et du ruisseau de Champitaux à 340 m d'altitude environ.
Il coule généralement en direction de l'ouest, entièrement dans le département de Saône-et-Loire. Il se jette dans l'Arroux un peu en aval de la localité de Mesvres à Étang-sur-Arroux à 269 m d'altitude.

### Communes et cantons traversées
Dans le seul département de Saône-et-Loire, le Mesvrin traverse (ou longe) douze communes et six canton :
- de l'amont vers l'aval : Couches (source), Saint-Émiland, Saint-Pierre-de-Varennes, Saint-Firmin, Le Breuil, Saint-Sernin-du-Bois, Le Creusot, Marmagne, Saint-Symphorien-de-Marmagne, Broye, Mesvres, Étang-sur-Arroux.

La rivière fait office de limite entre les deux communes de Saint-Sernin-du-Bois et du Creusot. Elle passe également proche du village de Broye, mais reste sur la commune de Saint-Symphorien-de-Marmagne.
Soit en termes de cantons, le Mesvrin prend source dans le canton de Couches, traverse les canton du Creusot-Est, canton du Creusot-Ouest, canton de Montcenis, canton de Mesvres et conflue dans le canton de Saint-Léger-sous-Beuvray.

### Bassin versant
Le Mesvrin traverse une seule zone hydrographique « Le Mesvrin & ses affluents » (K131) de 240 km2 de superficie. Ce bassin versant est constitué à 53,67 % de « territoires agricoles », à 42,32 % de « forêts et milieux semi-naturels », à 3.46 % de « territoires artificialisés », à 0,40 % de « surfaces en eau ».

### Organisme gestionnaire
L'organisme gestionnaire est l'EPTB Loire, sis à Orléans.

## Affluents
Le Mesvrin a douze affluents référencés dont :
- le ruisseau de Valsantin (rd) 3,9 km sur les quatre communes de Antully, Saint-Pierre-de-Varennes, Saint-Émiland, Saint-Firmin, qui conflue dans l'étang de Brandon.
- le ruisseau de Prodhum (rg), 4,4 km sur les quatre communes de Essertenne, Couches, Saint-Pierre-de-Varennes, Saint-Firmin.
- le Mesvrin (rd) 7 km, sur les quatre communes de Antully, Saint-Émiland, Saint-Firmin, Saint-Sernin-du-Bois.
- le ruisseau de la Fouillouse[4] (rd) 1,2 km sur la seule commune de Marmagne et venant de l'Étang Grillot.
- le ruisseau de Saint-Sulpice ou le Pontot selon Géoportail (rd), 3,6 km sur la seule commune Marmagne[notes 1] avec deux affluents selon Géoportail :
  - le ruisseau du Pendant (rg) 2 km environ sur la seule commune de Marmagne.
  - le ruisseau des Bruyères (dr) 2 km environ sur la seule commune de Marmagne.
- La Brume (rg) 10,7 km sur les trois communes de Charmoy, Saint-Symphorien-de-Marmagne et Uchon avec un affluent[5] :
  - le ruisseau de Vaux (rg) 2,1 km sur la seule commune de Saint-Symphorien-de-Marmagne
- le ruisseau Rouge (rg) 3,6 km sur les trois communes de Broye, Marmagne et Saint-Symphorien-de-Marmagne.
- le ruisseau de Maupois (rg) 2 km sur les deux communes de Broye, et Saint-Symphorien-de-Marmagne[notes 2].
- le Rançon (rd) 17,4 km sur cinq communes avec cinq affluents[6] et de rang de Strahler trois.
- le ruisseau de Magne (rd) 4 km sur la seule commune de Mesvres[notes 3].
- un bras du Mesvrin (rg) 1,5 km, donc affluent et défluent, sur la commune de Mesvres[notes 4] avec un affluent :
  - le ruisseau du Moulin (rg) 8,1 km sur les cinq communes de La Chapelle-sous-Uchon, La Tagnière, Mesvres, Saint-Symphorien-de-Marmagne, Uchon, prenant source à l'Étang Neuf et traversant l'Étang de Vauvillard, avec deux affluents :
    - le ruisseau du Verne des Plains (rg) 1,2 km sur les trois commune de La Chapelle-sous-Uchon, La Tagnière, Uchon.
    - le ? (rx) 0,9 km sur les communes de La Chapelle-sous-Uchon et La Tagnière près du lieu-dit Velle.
- le ruisseau des Gaudoirs (rx) 3,4 km sur les deux communes de Étang-sur-Arroux et Mesvres avec un affluent :
  - le ? (rg) 0,8 km sur les deux communes de Étang-sur-Arroux et Mesvres près du lieu-dit les Dambruyères.

Donc son rang de Strahler est de quatre.

## Hydrologie

### Le Mesvrin à Mesvres
Le débit du Mesvrin a été observé sur une période de 14 ans (1996-2009), à Mesvres. À cet endroit le bassin versant de la rivière est de 202 km2.
Le module de la rivière à Mesvres est de 1,92 m3/s.
Le Mesvrin présente les fluctuations saisonnières de débit assez importantes et typiques des rivières de l'est du bassin de la Loire ou de l'ouest de celui de la Saône, issues du massif central (les massifs de l'ouest de la Saône-et-Loire en font partie), avec des hautes eaux d'hiver portant le débit mensuel moyen entre 3,16 et 4,06 m3/s, de décembre à mars inclus (avec un maximum en janvier), et des basses eaux d'été assez prolongées de juin à octobre, avec une baisse du débit moyen mensuel jusqu'au niveau de 0,3 m3/s au mois d'août.

### Étiage ou basses eaux
Le VCN3 peut chuter jusque 0,061 m3/s, en cas de période quinquennale sèche, soit 61 litres par seconde, ce qui est assez faible.

### Crues
D'autre part les crues sont souvent relativement importantes et contribuent à la montée des eaux de l'Arroux. Les QIX 2 et QIX 5 valent respectivement 30 et 32 m3/s. Le QIX 10 est de 32 m3/s, et le QIX 20 de 33 m3/s. Quant au QIX 50, il n'a pas encore été calculé, étant donné l'insuffisance de la durée d'observation du cours d'eau.
Le débit instantané maximal enregistré a été de 34,9 m3/s le 21 mars 2008, tandis que la valeur journalière maximale était de 34,0 m3/s le 2 décembre 2003.

### Lame d'eau et débit spécifique
La lame d'eau écoulée dans le bassin du Mesvrin est de 327 millimètres par an, ce qui est modérément élevé, semblable à celui du bassin de l'Arroux, plus ou moins égal à la moyenne d'ensemble de la France (320 millimètres par an), mais supérieur à celle de l'ensemble du bassin versant de la Loire (245 millimètres par an). Le débit spécifique (ou Qsp) se monte à 10,3 litres par seconde et par kilomètre carré de bassin.

## Aménagements
- Un barrage a été aménagé sur le ruisseau du Foulon un affluent droit au nord du Mesvrin et de la commune de Saint-Sernin-du-Bois

### Pêche et AAPPMA
Le Mesvrin et ses affluents sont des cours d'eau de première catégorie et dépendent de l'AAPPMA de Marmagne, Les Amis du Mesvrin.